# 알로이시오초등학교 축구부
알로이시오초등학교 축구부는 대한민국 서울특별시에 있는 초등학교 축구부이다.

## 참고 자료
- “KFA 통합경기정보 시스템”. 대한축구협회.
- 알로이시오초 임철호 감독' "여기에서 안주 할 수 없다”

## 같이 보기
- 알로이시오초등학교